# 한형운
한형운(韓亨允, 1470년 ~ 1532년)은 조선의 문신 및 서예가이다. 자는 신경이며, 본관은 청주이다. 성종 때 문과에 급제하였으며, 문신으로 무예에 능한 자를 선발하는 데 뽑혀 참의에 이르렀고 선전관을 겸하였다. 그 후 형조판서, 지중추 부사 등을 지냈다. 천성이 청렴, 강직하여 바른말을 잘 하였으므로 연산군의 미움을 사 유배된 일도 있다. 글씨에도 뛰어나 왕으로부터 왕희지의 필체첩을 하사받았으며 청백리에 뽑혔다. 글씨로는 파주의 《영의정 황보 인 묘비》, 양주의 《명숙공 성 준 묘비》가 있다.